# Amelios Gentilianos

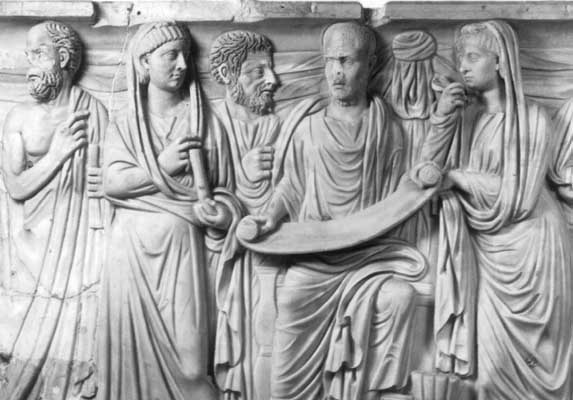
Mutmaßliche Darstellung Plotins und seiner Schüler auf einem Sarkophag im Museo Gregoriano Profano, Vatikanische Museen

Amelios Gentilianos (altgriechisch Ἀμέλιος Γεντιλιανός Amélios Gentilianós; * wohl zwischen 216 und 226; † wohl zwischen 290 und 300) war ein antiker Philosoph. Er war Neuplatoniker und gehörte der Philosophenschule in Rom an, die von seinem Lehrer Plotin, dem Begründer des Neuplatonismus, geleitet wurde.
Unter den Schülern Plotins spielte Amelios eine herausragende Rolle. Als sein Lehrer tödlich erkrankte, verließ er 268/269 Rom und übersiedelte in den Osten des Römischen Reichs. Er ließ sich in Apameia in Syrien nieder. Sein umfangreiches Werk ist nur fragmentarisch erhalten geblieben.
Als Platoniker vertrat Amelios die von Platon eingeführte Ideenlehre, wobei er von deren neuplatonischer Interpretation ausging. Unter Ideen verstanden die Platoniker die ewigen metaphysischen Urbilder der vergänglichen Sinnesobjekte. Den Ideen schrieben sie eine objektive Existenz in einem rein geistigen Bereich, der intelligiblen Welt, zu. Nachdrücklich setzte sich Amelios für die neuplatonische Überzeugung ein, der zufolge die Ideen nur innerhalb des Nous, der göttlichen Weltvernunft, zu verorten sind. Die im antiken Platonismus vorherrschende Meinung, die Anzahl der Ideen sei begrenzt, lehnte er jedoch ab. Er meinte, es gebe unendlich viele Ideen. Damit akzeptierte er die für andere Platoniker unannehmbare Vorstellung einer numerischen Unendlichkeit in der intelligiblen Wirklichkeit.

## Leben
Amelios stammte aus Etrurien. Obwohl er somit nicht griechischer Herkunft war, bediente er sich, wie bei den Platonikern damals üblich, in seinen Werken stets der griechischen Sprache. Sein Name (cognomen) war ursprünglich Gentilianos (lateinisch Gentilianus). Aus unbekanntem Grund erhielt er den Beinamen (supernomen) Amelios, der griechischen Ursprungs ist (abgeleitet von amelḗs „sorglos“, „nachlässig“). Plotin, der diesen Beinamen unpassend fand, wollte ihn zu Amerios abändern (von améreia, „Unteilbarkeit“, einer Eigenschaft der höchsten Gottheit).
Da Amelios, als er sich 246 Plotin anschloss, wohl etwa 20 bis 30 Jahre alt war, wird für seine Geburt der Zeitraum zwischen 216 und 226 angenommen. Den ersten philosophischen Unterricht erhielt er bei einem Stoiker namens Lysimachos. Schon früh neigte er jedoch zum Platonismus, denn er kopierte sich fast alle Schriften des berühmten Mittelplatonikers Numenios und kannte die meisten so gut wie auswendig. Unter dem Einfluss der Lehren des Numenios wandte er sich von der Stoa ab und wurde Platoniker. Auch die Philosophie von Numenios’ Freund Kronios hat ihn möglicherweise schon in dieser Zeit beeinflusst. Damals gab es aber in seinem Umkreis wohl keinen organisierten Unterricht in platonischer Philosophie. Dies änderte sich, als im Jahr 244 Plotin nach Rom kam und dort seine Philosophenschule gründete, von welcher der Neuplatonismus seinen Ausgang nahm. Amelios trat 246 in diese Schule ein. Er wurde ein Vertrauter Plotins und einer seiner hervorragendsten Schüler.
In den Lehrveranstaltungen Plotins fertigte Amelios Mitschriften an. Er hielt auch selbst in der Schule Unterricht. An den Polemiken zwischen der Schule Plotins und philosophischen Gegnern, die schriftlich ausgetragen wurden, nahm er starken Anteil. Innerhalb der Schule kam es zu einer philosophischen Auseinandersetzung zwischen ihm und seinem prominenten Mitschüler Porphyrios.
Im Gegensatz zu Plotin, dem die traditionellen religiösen Feiern und Opfer nichts bedeuteten, besuchte Amelios gern solche Veranstaltungen; er versuchte vergeblich, Plotin zur Teilnahme zu bewegen.
268/269, anscheinend kurz bevor Plotin seine Lehrtätigkeit krankheitshalber definitiv einstellen musste, verließ Amelios die Schule. Er begab sich in den Osten des Römischen Reichs, wo er dem Philosophen Longinos, der damals Berater der Königin Zenobia von Palmyra war, Abschriften von Werken Plotins überbrachte. Als Plotin 270 starb, befand sich Amelios in der syrischen Stadt Apameia. Dort scheint er das Bürgerrecht erlangt und den Rest seines Lebens verbracht zu haben. In Apameia adoptierte er einen einheimischen Philosophen namens Hostilianos Hesychios, dem er seine Aufzeichnungen aus den Vorlesungen Plotins widmete.

## Werke
Von den Werken des Amelios, die einen beträchtlichen Gesamtumfang erreichten, sind nur Fragmente erhalten geblieben. Einige ihrer Themen sind aus Erwähnungen bei anderen Autoren bekannt.
- Aufzeichnungen aus dem Unterricht Plotins: Bis 263 verfasste Amelios keine Schriften außer einer Zusammenstellung von Notizen aus den Lehrveranstaltungen Plotins. Diese Sammlung wuchs im Lauf der Zeit – sie wurde wohl bis 268/269 erweitert – auf etwa hundert Bücher an.[12] Offenbar begnügte sich Amelios nicht mit bloßer Wiedergabe des im Unterricht Gehörten, sondern kommentierte, wobei er seine Ansichten und Deutungen einfließen ließ. Seine Sammlung war nicht nur für seinen persönlichen Gebrauch bestimmt, sondern erlangte eine gewisse Verbreitung. Der Umstand, dass er die Aufzeichnungen wie ein eigenes Werk dem Philosophen Hostilianos Hesychios widmete, lässt erkennen, dass er seinen Eigenanteil für gewichtig hielt.
- Streitschriften gegen Porphyrios: Porphyrios wandte sich bald nach seinem Eintritt in Plotins Schule gegen die dort vertretene Lehre, wonach die platonischen Ideen innerhalb des Nous existieren. Er verfasste sogar eine Schrift, in der er seine Einwände gegen die Position seines Lehrers darlegte, und legte sie ihm vor. Plotin beauftragte Amelios mit der Widerlegung. Darauf schrieb Amelios eine umfangreiche Abhandlung mit dem Titel Gegen die Aporien des Porphyrios, in der er die von Porphyrios unterstellten Widersprüche in Plotins Lehre auf Missverständnisse zurückführte. Porphyrios antwortete mit einer schriftlichen Entgegnung. Dazu nahm Amelios in einer weiteren Streitschrift Stellung. Schließlich änderte Porphyrios unter dem Eindruck der Gegenargumente seine Meinung und schrieb einen Widerruf (Palinodie) seiner Behauptungen, den er in der Schule vortrug.[13] Die Kontroverse zwischen Amelios und Porphyrios dürfte sich 263/264 abgespielt haben.
- Über das Wesen der Philosophie Plotins: Der in Athen lehrende Platoniker Longinos vertrat ebenso wie anfangs auch Porphyrios die Überzeugung, dass die Ideen außerhalb des Nous existieren. An dieser Meinung hielt er auch fest, nachdem er den Widerruf des Porphyrios gelesen hatte. Er verfasste eine Stellungnahme zu dieser Frage, in der er auch auf andere Lehren der römischen Schule kritisch einging. Amelios verteidigte die in der römischen Schule herrschenden Ansichten in einem Brief an Longinos, der die Form einer Abhandlung mit dem Titel Über das Wesen der Philosophie Plotins hatte. Da er sich dort insbesondere zur Deutung von Platons Gerechtigkeitsbegriff äußerte, wird diese Briefabhandlung auch Über die Gerechtigkeit nach Platon genannt. Der ausführliche Antwortbrief des Longinos erreichte ebenfalls den Umfang einer Abhandlung. Dieser Briefwechsel fällt in die Zeit um die Mitte der sechziger Jahre.[14]
- Gegen das Buch des Zostrianos: Diese 40 Bücher umfassende Streitschrift gehört in den Zusammenhang der Polemik Plotins und seines Kreises gegen die Lehren der Gnostiker.[15] Plotin selbst verfasste eine allgemeine Schrift gegen die Gnostiker, seine Schüler nahmen in seinem Auftrag zu einzelnen gnostischen Werken Stellung.[16] Die Gnostiker beriefen sich unter anderem auf den iranischen Religionsstifter Zarathustra, der spätestens im 6. Jahrhundert v. Chr. lebte; in Rom kursierten bei ihnen Offenbarungsschriften, die unter seinen Namen gestellt waren. Gegen solches Schrifttum richtete sich die Kritik der Neuplatoniker. So schrieb Porphyrios eine Abhandlung, in der er angebliche Offenbarungen des „Zoroastres“ (eine griechische Namensform Zarathustras) als Fälschung entlarvte. Amelios wandte sich gegen ein gnostisches Werk, das „Zostrianos“ (eine andere Namensvariante Zarathustras) zugeschrieben wurde, in Wirklichkeit aber wohl erst in der ersten Hälfte des 3. Jahrhunderts entstanden ist. Aus dieser antignostischen Streitschrift stammt möglicherweise eine von Amelios formulierte Paraphrase von Teilen des Prologs des Johannesevangeliums (Joh 1,1–4 und 1,14 EU), die der Kirchenvater Eusebios von Caesarea in seiner Praeparatio evangelica zitiert.[17]
- Über den Unterschied zwischen Plotin und Numenios hinsichtlich ihrer Lehrmeinungen: Diese Abhandlung verfasste Amelios in drei Tagen, nachdem ihn Porphyrios darum gebeten hatte. Der an Porphyrios gerichtete Widmungsbrief ist erhalten geblieben. Amelios schreibt, dass Philosophen, die aus Griechenland gekommen waren, Plotin beschuldigten, er habe Numenios plagiiert, und auch seinen Stil kritisierten. Gegen diese Angriffe richtete sich das Werk des Amelios, dessen Zweck es war, die Eigenständigkeit von Plotins Denken aufzuzeigen und wesentliche Merkmale seiner Philosophie in einprägsamer Form festzuhalten.[18]
- Platon-Kommentierung: Unbekannt ist, ob überlieferte Äußerungen des Amelios zu einzelnen Dialogen Platons (Timaios, Politeia, Parmenides, Philebos) aus Kommentaren stammen, die er zu diesen Dialogen verfasste, oder auf Erinnerungen des Porphyrios an mündliche Mitteilungen des Amelios basieren.[19]
- Orakel Apollons: Wie Porphyrios berichtet, befragte Amelios nach Plotins Tod den Gott Apollon – gemeint ist anscheinend das Orakel von Delphi –, wohin die Seele des Verstorbenen entwichen sei. Porphyrios überliefert eine ausführliche Antwort Apollons in 51 Hexametern.[20] In der Forschung wird vermutet, dass Amelios selbst die Verse ganz oder teilweise gedichtet hat, doch kommt auch Porphyrios als Autor in Betracht.[21]

## Lehre
Die Philosophie des Amelios ist nur zu einem relativ kleinen Teil anhand der bruchstückhaften Überlieferung rekonstruierbar. Da die Angaben überdies großenteils aus Werken stammen, deren Autoren die Ansichten des Amelios kritisch beurteilen, ist mit Verzerrungen durch einseitige Wiedergabe seiner Position zu rechnen.

### Metaphysik
In der Metaphysik vertritt Amelios die neuplatonische Vorstellung von der intelligiblen Welt, die für ihn wie für Plotin aus dem Einen, dem Nous (Intellekt) und der Seele besteht. Unter „Seele“ versteht er die Weltseele ebenso wie die einzelnen Seelen der Lebewesen, die sich ihrem Wesen nach von der Weltseele nicht unterscheiden; die Weltseele ist in allen Einzelseelen anwesend. Insoweit die Weltseele sich „oben“ befindet, bildet sie eine Einheit; indem sie „herabsteigt“, bringt sie die Zahlen Zwei, Drei und Vier hervor. So entsteht die Tetraktys („Vierheit“) der pythagoreischen Kosmologie, an die Amelios anknüpft.
Eine Besonderheit ist bei Amelios die Aufteilung des Nous in drei Bereiche, den ersten, zweiten und dritten Intellekt. Dabei geht er von einer Stelle in Platons Timaios aus. Der erste Intellekt ist derjenige, der schlechthin „ist“. Der zweite ist das im ersten gegebene Intelligible; er ist der, welcher das, was im ersten ist, „hat“, es enthält und daran umfassend teilhat. Der dritte ist der, welcher „betrachtet“; er hat das, was im zweiten ist, und er betrachtet den ersten. Mit zunehmendem Abstand vom ersten wird das „Haben“ schwächer. Den ersten Intellekt charakterisiert Amelios als wollend, den zweiten als durch das Denken erschaffend, den dritten als physisch erzeugend. Er nennt die drei Intellekte auch drei Herrscher („Könige“). Den dritten Intellekt identifiziert er mit dem Schöpfergott Phanes, der in der Orphik eine wichtige Rolle spielt. Alle drei sind Schöpfer (Demiurgen), doch dem dritten kommt die Schöpferqualität in erster Linie zu. Diese Dreiheit erinnert an die Kosmologie des Numenios. Allerdings handelt es sich nicht um drei separate Hypostasen, vielmehr betont Amelios ihre Einheit; sie können somit als drei Aspekte des einen Nous betrachtet werden.
Amelios hält die Zahl der Ideen (Formen) für unendlich, womit er das Prinzip der numerischen Unendlichkeit in der intelligiblen Welt zulässt. Daraus folgt für ihn, dass der Kosmos, obwohl er unendlich lange existiert, niemals sämtliche Formen aufnimmt und abbildet. Er nimmt an, dass nicht nur guten Dingen, sondern auch schlechten jeweils eigene Ideen als Ursachen entsprechen. Den im Prolog des Johannesevangeliums thematisierten Logos setzt er mit der in Platons Timaios beschriebenen Weltseele gleich. Dabei verschweigt er aber den christlichen Kontext – er nennt den Evangelisten nicht namentlich, sondern erwähnt ihn nur als einen „Barbaren“ – und vertritt eine völlig andere Kosmologie als Johannes. Von der Weltseele empfängt die unter ihr stehende sinnlich wahrnehmbare Welt ihre Ordnung mittels der lógoi. Die Natur erhält die lógoi von der Weltseele und die Materie hat an den lógoi der Natur Anteil.
Hinsichtlich der individuellen Seelen vertritt Amelios offenbar im Wesentlichen die traditionelle platonische Lehre, zu der die Seelenwanderung gehört. Er ist wie Platon und Plotin der Meinung, dass eine Seele, die einen menschlichen Körper beseelt hat, später in einen Tierkörper wandern kann; somit hält er die menschlichen und die tierischen Seelen nicht wie Porphyrios und Iamblichos für wesensverschieden. Nach seiner Ansicht ist eine Seele grundsätzlich in der Lage, definitiv aus dem Kreislauf der Wiedergeburten auszuscheiden. Die Seele ist homogen (homoiomerḗs), ihr Wesen ist eins und immer dasselbe; in jedem ihrer Teile sind die Dinge in ihrer Gesamtheit vorhanden. Das Individuationsprinzip der Seelen (die Ursache ihrer individuellen Existenz) ist die Stellung und Anordnung (katátaxis). In gewisser Hinsicht bleibt die Seele immer „oben“ in ihrer Heimat, in einer anderen Hinsicht entfernt sie sich von sich selbst und kehrt zu sich zurück. Damit trägt sie sowohl das Prinzip der Ruhe als auch das der Bewegung in sich.

### Ethik
In der Ethik strebt Amelios eine Harmonisierung von Notwendigkeit und freiem Willen an, wobei sein Verständnis der Notwendigkeit auf Beeinflussung durch stoisches Gedankengut deutet. Er vertritt keinen konsequenten Determinismus, sondern billigt der Willensfreiheit eine reale Existenz zu, sieht sie aber in eine von der Notwendigkeit beherrschte Weltordnung eingebettet. Hinsichtlich der Einschätzung der Lust widersetzt er sich – wie bei Platonikern üblich – mit Nachdruck der Auffassung der Epikureer. Er verwirft die „kinetische“ (mit heftiger Gemütsbewegung verbundene) Lust, da sie den Menschen der Vernunft und Weisheit beraube (im Gegensatz zur statischen Lust, die sich aus der Seelenruhe und der Freiheit von Schmerz ergebe).

## Rezeption
Zeitgenössische Platoniker wie Porphyrios und Longinos respektierten Amelios trotz gewichtiger philosophischer Meinungsverschiedenheiten. Porphyrios rühmte seinen Fleiß, den keiner seiner Zeitgenossen übertroffen habe, tadelte aber seine „unphilosophische“ Weitschweifigkeit. Dabei berief er sich auf Longinos, einen stilbewussten Literaturkritiker, der den Stil des Amelios als weitschweifig bemängelt hatte. Führende spätantike Neuplatoniker hielten von seiner Philosophie wenig: Iamblichos und Proklos äußerten sich ablehnend über seine Ansichten, Syrianos griff seine Lehre, wonach im Kosmos niemals alle Formen abgebildet sind, scharf an, denn es schien unannehmbar, dass es Vorbilder ohne Abbilder und Ursachen ohne Wirkung gibt. Einen Verteidiger fand Amelios allerdings in Theodoros von Asine, dem berühmtesten Schüler des Iamblichos.
Philosophiehistoriker diskutieren die Hypothese, dass Hegel den Text des Eusebios über Amelios und dessen Deutung des Johannesprologs gekannt und für seine eigene Interpretation des Prologs herangezogen hat.
In der modernen Forschung wurde Amelios anfangs als unorigineller Schüler Plotins betrachtet. In neuerer Zeit wird seine Lehre von den drei Intellekten als eigenständige Leistung gewürdigt. Außerdem wird seine Schlüsselrolle in der Schule Plotins und seine beachtliche Produktivität hervorgehoben. Die relativ geringe Nachwirkung seiner Philosophie und der Verlust seiner Werke wird mit dem Umstand erklärt, dass er ein „Verlierer“ der Philosophiegeschichte war, da die spätantike Philosophie maßgeblich von den Auffassungen seiner Kritiker geprägt wurde.